# Złoczew (gromada)
Złoczew – dawna gromada, czyli najmniejsza jednostka podziału terytorialnego Polskiej Rzeczypospolitej Ludowej w latach 1954–1972.
Gromady, z gromadzkimi radami narodowymi (GRN) jako organami władzy najniższego stopnia na wsi, funkcjonowały od reformy reorganizującej administrację wiejską przeprowadzonej jesienią 1954 do momentu ich zniesienia z dniem 1 stycznia 1973, tym samym wypierając organizację gminną w latach 1954–1972.
Gromadę Złoczew siedzibą GRN w mieście Złoczewie (nie wchodzącym w jej skład) utworzono 1 stycznia 1958 w powiecie sieradzkim w woj. łódzkim z obszarów zniesionych gromad Broszki i Uników; równocześnie do nowo utworzonej gromady przyłączono wieś Potok ze zniesionej gromady Potok oraz główną część zniesionej gromady Grójec Wielki (wieś Grójec Wielki, osada leśna Grójec Wielki, kolonia Grójec Wielki, kolonia Obojęcice, wieś Grójec Mały, kolonia Grójec Mały, wieś Łagiewniki, wieś Stanisławów, wieś Pieczyska i wieś Wilkołek Grójecki).
W 1961 roku (styczeń) gromadzka rada narodowa składała się z 27 członków.
Gromada przetrwała do końca 1972 roku, czyli do kolejnej reformy gminnej. 1 stycznia 1973 w powiecie sieradzkim reaktywowano zniesioną w 1954 roku gminę Złoczew.